# Иванова-Казас, Ольга Михайловна
О́льга Миха́йловна Ивано́ва-Каза́с (15 (28) декабря 1913, Санкт-Петербург — 17 января 2015, там же) — советский и российский эмбриолог, доктор биологических наук, крупный специалист по развитию животных, профессор Санкт-Петербургского государственного университета, автор нескольких фундаментальных монографий и научно-популярных книг. Лауреат премии имени А. О. Ковалевского и МАИК «Наука».

## Биография
Родилась в Санкт-Петербурге. Отец — военный врач Михаил Ильич Казас, мать — сестра милосердия Александра Александровна Ряшенцева, дед — Илья Ильич Казас, известный караимский просветитель. С 1922 года Ольга Михайловна жила в Евпатории. Там же в 1930 году успешно окончила среднюю школу. Муж — биолог, академик Артемий Васильевич Иванов (1906—1992).
В 1931 году поступила на биологический факультет Ленинградского государственного университета (в 1930 году её не приняли как дочь дворянина). Научными руководителями были крупные зоологи — профессор В. А. Догель и доцент А. П. Римский-Корсаков (1897—1942).
- 1936—1939 гг. — окончив Ленинградский государственный университет, стала аспирантом Ленинградского филиала Всесоюзного института экспериментальной медицины.
- 1940 г. — защита кандидатской диссертации на тему «Признаки гистологической дифференциации при развитии асцидии Dendrodoa grossularia»[2].
- 1942—1944 гг. — эвакуация в Саратов вместе с Ленинградским университетом, в котором работал её муж А. В. Иванов. Ольга Михайловна работает ассистентом кафедры зоологии беспозвоночных Саратовского университета[2].
- 1954 г. — доцент ЛГУ, преподавательская и исследовательская работа[2].
- 1958 г. — лауреат премии имени А. О. Ковалевского АН СССР за серию работ по сравнительно-эволюционной эмбриологии Hymenoptera[2].
- 1959 г. — докторская диссертация на тему «Сравнительная эволюция и филогения у перепончатокрылых»[2].
- 1962—1985 гг. — профессор кафедры эмбриологии биолого-почвенного факультета Ленинградского государственного университета.

Будучи на пенсии, продолжала научную работу. Опубликовала несколько книг по мифологическим животным, большинство иллюстраций к которым являются авторскими. Последнюю научную статью О.М. Иванова-Казас написала в 2014 году, в возрасте 101 года. 
Умерла 17 января 2015 года на 102-м году жизни.

## Основные труды
Исследовала эмбриологию животных. Опубликовала около 170 научных работ, около 20 книг и монографий. В 1975—1981 годах вышел её фундаментальный труд в 6 томах по сравнительной эмбриологии беспозвоночных животных (1975, 1977, 1978, 1978, 1979 и 1981), монографии «Бесполое размножение животных» (1977) и «Эволюционная эмбриология животных» (1995). Редактор «Практикума по эмбриологии животных» (1989), автор учебника (совместно с Е. Б. Кричинской) по сравнительной эмбриологии животных (1988) и нескольких научно-популярных книг по мифологии животных.

### Книги
- Иванова-Казас О. М. Очерки по сравнительной эмбриологии перепончатокрылых. — Л.: Изд-во ЛГУ, 1961. — 266 с.
- Иванова-Казас О. М. . Сравнительная эмбриология беспозвоночных животных. [Том 1]. Простейшие и низшие многоклеточные. — М.: Наука, 1975. — 370 с.
- Иванова-Казас О. М. . Сравнительная эмбриология беспозвоночных животных. [Том 2]. Трохофорные, щупальцевые, щетинкочелюстные, погонофоры. — М.: Наука, 1977. — 312 с.
- Иванова-Казас О. М. . Сравнительная эмбриология беспозвоночных животных. [Том 3]. Иглокожие и полухордовые. — М.: Наука, 1978. — 163 с.
- Иванова-Казас О. М. . Сравнительная эмбриология беспозвоночных животных. [Том 4]. Низшие хордовые. — М.: Наука, 1978. — 166 с.
- Иванова-Казас О. М. . Сравнительная эмбриология беспозвоночных животных. [Том 5]. Членистоногие. — М.: Наука, 1979. — 224 с.
- Иванова-Казас О. М. . Сравнительная эмбриология беспозвоночных животных. [Том 6]. Неполноусые. — М.: Наука, 1981. — 207 с.
- Иванова-Казас О. М. . Бесполое размножение животных. — Л.: Изд-во Ленинградского ун-та, 1977. — 240 с.
- Иванова-Казас О. М. . Очерки по филогении низших хордовых. — СПб.: Изд-во С.-Петербург ун-та, 1995. — 160 с. — ISBN 5-288-01509-0.
- Иванова-Казас О. М. . Эволюционная эмбриология животных. — СПб.: Изд-во С.-Петербург ун-та, 1995. — 565 с. — ISBN 5-02-026021-5.
- Иванова-Казас О. М. . Почти все о русалках и кое-что о других мифозоях. — С.-Петербург: «Лисс», 2001, 2005.
- Иванова-Казас О. М. . Метаморфозы и трансимагинации. — СПб.: «ЛИСС», 2004.
- Иванова-Казас О. М. . Мифологическая зоология. — СПб.: Филологический ф-т СПбГУ, 2004. — 264 с. — ISBN 5-8465-0212-1.
- Иванова-Казас О. М. . Птицы в мифологии, фольклоре и искусстве. — С.-Петербург: «Нестор-История», 2006. — 172 с. — ISBN 5-98187-160-1.
- Иванова-Казас О. М. . «Беспозвоночные в мифологии, фольклоре и искусстве. — С.-Петербург: Изд-во С.-Петерб. ун-та, 2006. — 211 с. — ISBN 5-288-03826-0.
- Иванова-Казас О. М. . Животные в мифологии и изобразительном искусстве: история размежевания фантастической и научной зоологии. — С.-Петербург: «Нестор-История», 2011.

## Признание
- 1958 — Лауреат премии имени А. О. Ковалевского АН СССР за серию работ по сравнительно-эволюционной эмбриологии Hymenoptera[2].
- 1995 — Почетный член Ленинградского — Санкт-Петербургского общества естествоиспытателей (старейший его член с 1934 года)[2]
- 1996 — Первая премия Санкт-Петербургского общества естествоиспытателей за монографию «Очерки по филогении низших хордовых»[2]
- 2001 — Лауреат международной премии им. А. О.  Ковалевского, возрождённой Санкт-Петербургским обществом естествоиспытателей и МАИК «Наука»[5]